# Naveta d'Alemany
La naveta d'Alemany és un jaciment navetiforme de l'edat del bronze, datat del 1650 aC, situat a Magaluf, al municipi de Calvià, a l'illa de Mallorca. És un estructura que servia d'habitatge, damunt un turó prop de la costa, envoltada de gran abundància d'ametllers i pins, en una zona fèrtil, idoni per l'agricultura i amb baixa erosió, a uns 500 m aproximadament de l'antiga albufera de Magaluf. Es construïen en tal lloc costaner per motius comercials i per connexions amb altres jaciments als voltants.
El jaciment va ser descobert als anys 60 del segle xx per Catalina Ensenyat amb els doblers del farmacèutic Lluís Alemany Vich, que era el propietari del terreny d'excavació, i el jaciment conserva el seu cognom. Durant els anys 90, es va continuar excavant el jaciment i el 2010, després de certes dificultats, es va restaurar.
S'hi pot anar a peu o amb auto, i l'estiu amb autobús, hi ha un camí que hi condueix.

## Descripció del conjunt
És una naveta d'habitatge feta amb blocs irregulars; com és construït en pendent un fort contrafort  en compensa la inclinació. Fa uns 18 metres de llargària aproximadament i uns 4,50 d'ample. L'entrada també és peculiar: un petit passadís de 1,15 d'ample i d'uns murs de mides irregulars de 2 i 2,40 metres de gruix.
És una típica construcció d'aquesta època; un edifici ciclopi amb una base naviforme i un absis, les dimensions dels blocs són molt irregulars, però tenen uns 0,50 a 1 m aproximadament. Per mor de la restauració es conserva en bon estat.
Gabriel Pons i Homar descriu les dimensions i la composició del jaciment amb gran precisió. Segons ell és «una cambra de 19 m de llarg aproximadament i 4,10 m d'amplària màxima». La part frontal de la construcció es resol  amb un mur rectilini al centre del qual s'obre l'accés en forma de passadís, d'1,10 m d'ample i una llargària de 2,10 m en el mur dret i 2,40 m en el mur esquerre. Els murs laterals tenen un gruix d'una mitjana de 2,40 m. Conserva una alçària màxima d'1,15 m i ha perdut l'absis.
També destaca que, en la memòria d'excavació, es parla d'un únic nivell fèrtil i, per tant, d'un sol moment d'ocupació de l'assentament, que correspon a l'època pretalaiòtica. Les recents excavacions […] indiquen que hi havia un nivell del talaiòtic inicial, amb mobiliari de les mateixes característiques als recuperats a la naveta Ponent d'Hospitalet i a Canyamel. Hi afegeix: «un altre element d'interès és el trespol de la construcció format, com expressa la memòria, per una capa d'argila piconeda a la qual, a la zona absidal, s'hi afegí un empedrat de macs. […] A la memòria, es fa referència a l'abundància de punxades d'os i a la troballa d'una espàtula del mateix material».
Per altra part, en l'obra Arquitectura ciclópea del bronce balear es defineix perfectament el concepte navetiforme, i es posa com a exemple particular la naveta d'Alemany: «És una naveta amb plataforma de ferradura allargada, amb l'absis més o menys apuntat, encara que n'hi ha que en tenen un de forma si fa no fa semicircular. L'entrada sol marcar-se  per una aproximació dels murs de la façana, mentre que molt menys sovint se'n troben amb un corredor d'entrada, com passa a la naveta d'Alemany.»
Durant l'excavació, es varen trobar proves d'habitatge com ara instruments d'os, molins de pedra, una estàtua petita cerimonial i un ganivet de bronze.

## Interpretació del conjunt
La funció principal del conjunt era d'habitatge, ja que es troba en un turó, amb possibilitats d'una bona vista a la rodalia i molt possiblement va fer contactes amb altres jaciments propers i fins i tot a la costa. La complexitat de la construcció dona a entendre una jerarquia primitiva consolidada. El lloc i les restes trobades indiquen que a proximitat hi havia camps de cultiu i assenyala una economia basada en agricultura de subsistència i activitat ramadera.